# Tastungen
Tastungen est une commune allemande située dans l'arrondissement d'Eichsfeld en Thuringe.

## Géographie

Situation de Tastungen (en rouge) dans l'arrondissement

Tastungen est située dans le nord de l'arrondissement. La ville fait partie de la Communauté d'administration de Lindenberg-Eichsfeld et se trouve à 8 km au nord de Worbis ainsi qu'à 16 km au nord-est de Heilbad Heiligenstadt, le chef-lieu de l'arrondissement. 

## Histoire
La première mention écrite du village de Tastungen date de 1090.  Les chevaliers de Tastungen possédait un manoir fortifié dans le village.
Pendant la Guerre de Trente Ans, en 1623, le village est entièrement détruit. Léglise St Gall est construite entre 1725 et 1727.
Ferna a  appartenu à l'Électorat de Mayence jusqu'en 1802 et à son incorporation à la province de Saxe dans le royaume de Prusse (arrondissement de Worbis). 
La commune fut incluse dans la zone d'occupation soviétique après la Seconde Guerre mondiale avant de rejoindre le district d'Erfurt en RDA jusqu'en 1990. 

## Démographie
| 1910 | 1933 | 1939 | 1995 | 2000 | 2004 | 2010 |
| ---- | ---- | ---- | ---- | ---- | ---- | ---- |
| 296  | 283  | 265  | 285  | 291  | 279  | 269  |